# Lis des Pyrénées
Lilium pyrenaicum
Espèce
Classification phylogénétique
Le Lis des Pyrénées  (Lilium pyrenaicum) est une espèce de plantes herbacées pluriannuelle de la famille des Liliaceae, du genre Lilium.
Ce lis est endémique du massif des Pyrénées,. On le rencontre également en station isolée dans la montagne Noire.

## Historique et dénomination
L'espèce Lilium pyrenaicum a été décrite par le botaniste français Antoine Gouan en 1773.

### Synonymie
- Lilium pomponium subsp. pyrenaicum (Gouan) K. Richter[5].
- Lilium flavum Lam[6].
- Lilium pyrenaicum f. rubrum Stoker
- Lilium pyrenaicum var. rubrum Marshall, 1929.

### Nom vernaculaire
- Lis des Pyrénées. L'appellation Lys de Pyrénées issue de l'ancien français est encore très usitée.

## Description
Il mesure 40 à 120 centimètres de haut, le bulbe est de forme arrondie, d'un diamètre maximum de 7 cm, et prend une couleur rose clair lorsqu'il est exposé à l'air. Grandes fleurs jaune vif ponctuées de taches brunes. Plante médicinale traitant les plaies, brûlures et piqures.
Le périanthe contient 6 tépales fortement courbés. Les anthères sont longues d'environ 10 mm, elles contiennent du pollen d'une couleur orange clair, les étamines sont d'une couleur verte (voir photo ci-contre). Les nectaires sont sombres, au fur et à mesure de la floraison apparaissent 3 carpelles, les graines germent tardivement.

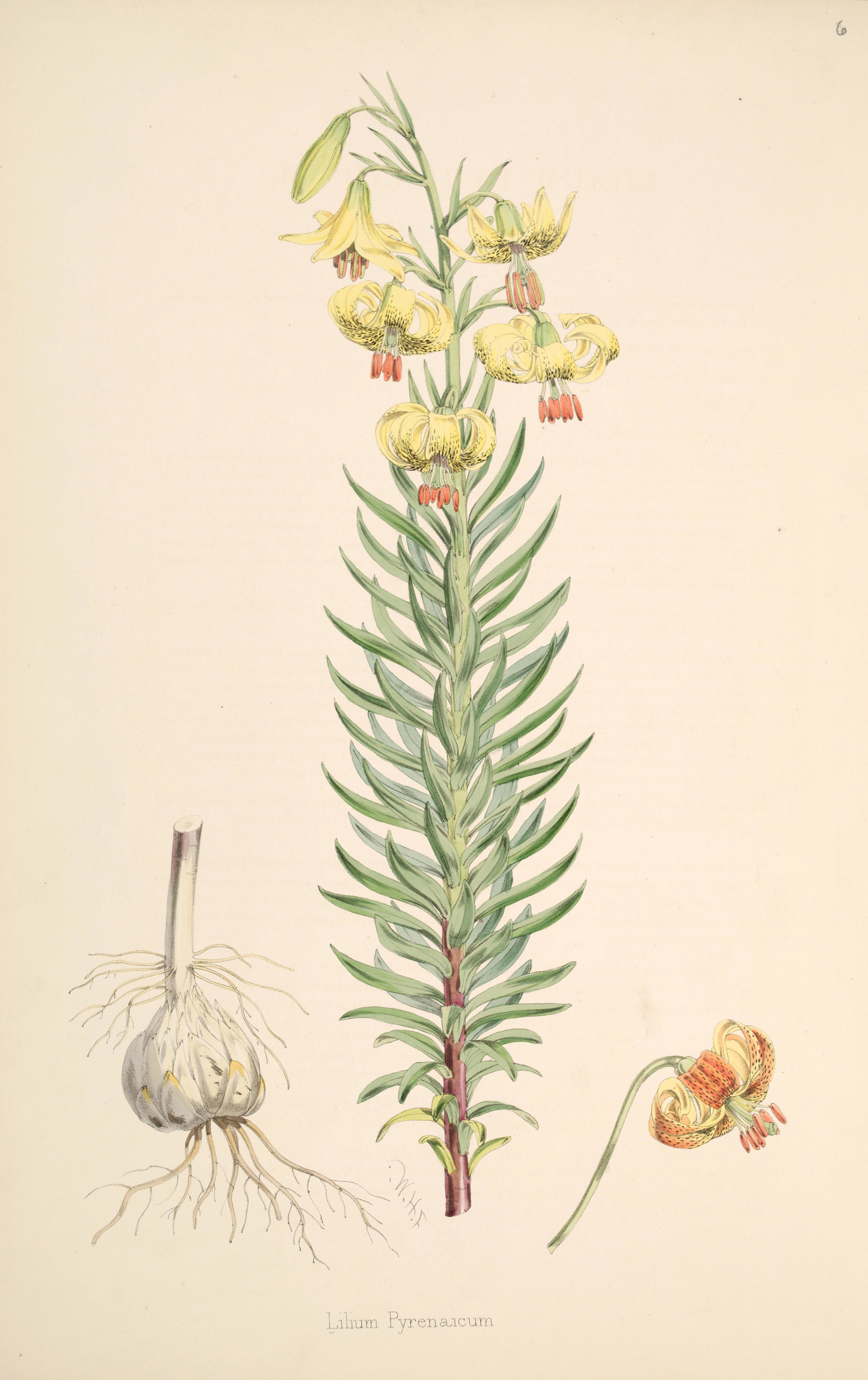
Aspect général avec bulbe et fleur
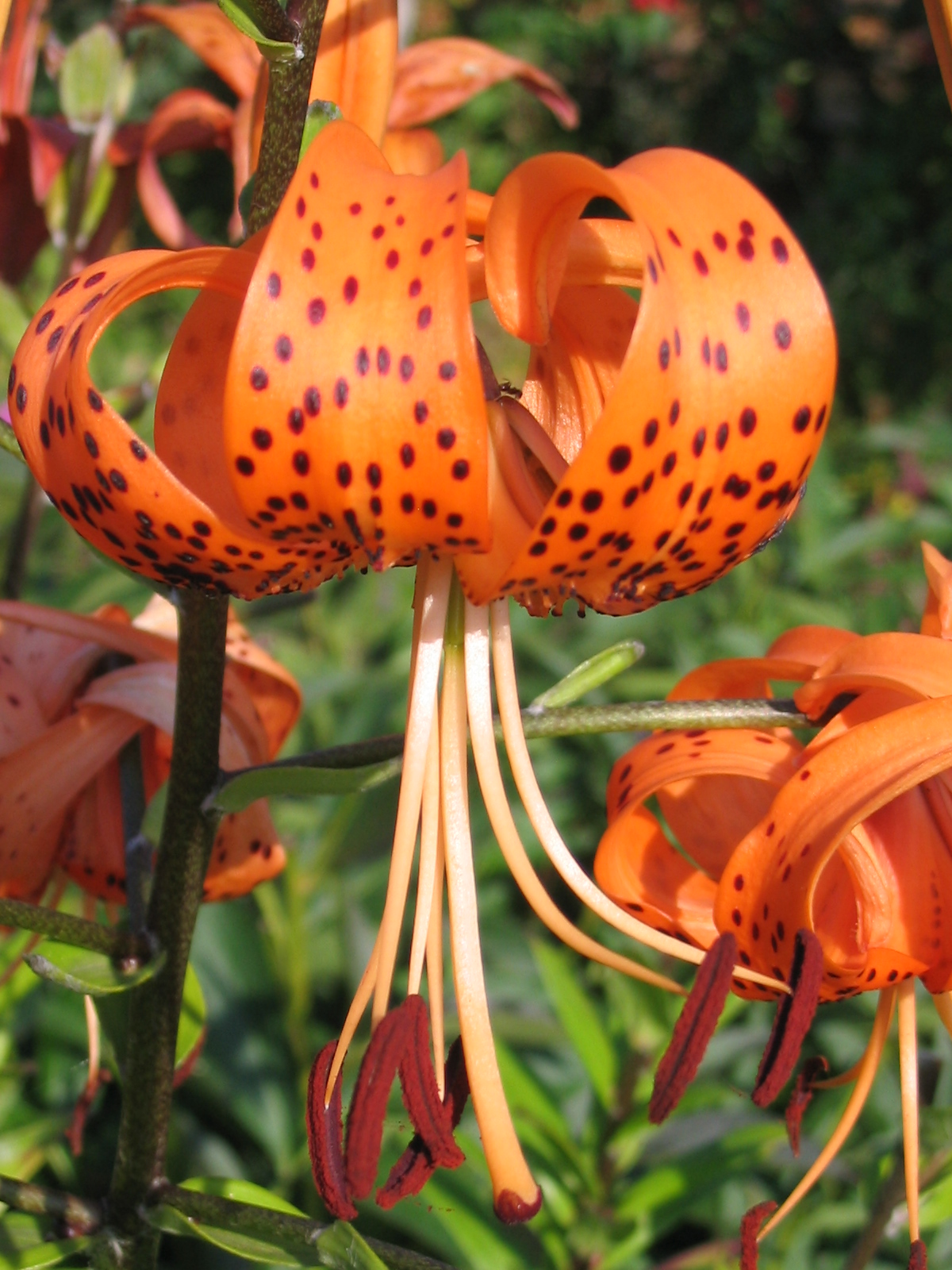
Lilium pyrenaicum var. rubrum
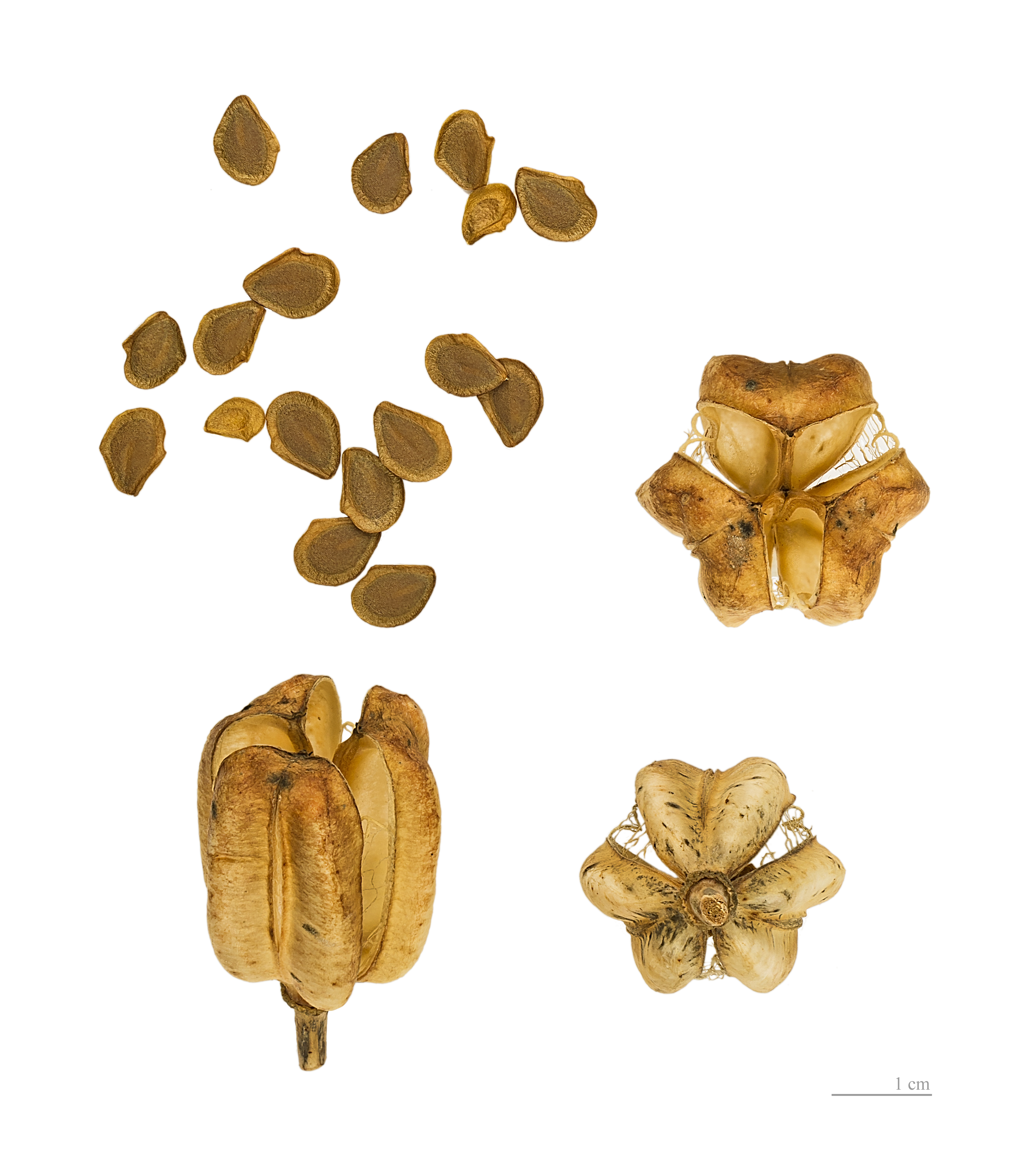
Capsules et graines Muséum de Toulouse

## Description[2]
Organes reproducteurs :
- Type d'inflorescence : racème simple
- Répartition des sexes : hermaphrodite
- Type de pollinisation : entomogame, autogame
- Période de floraison : mai à juillet
- Couleur dominante des fleurs : jaune (parfois orange-rouge) tacheté brun

Graine :
- Type de fruit : capsule
- Mode de dissémination : barochore

Habitat et répartition :
- Habitat type: pelouses et ourlets basophiles médioeuropéens, xérophiles.
- Aire de répartition : orophyte pyrénéen, altitude jusqu'à 2 200 m.

## Sous-espèces et variétés
- La variété Lilium pyrenaicum var. rubrum Marschall n'est généralement plus acceptée à part entière. Néanmoins, ces lys se démarquent des plants typiques : Ces lys des Pyrénées ont des tépales de couleur orange-rouge tachetés de brun et poussent dans les environs de Burgos (Espagne).

En 1984, Victoria Ann Matthews avait proposé une révision taxinomique qui attachait des variétés et des sous-espèces à cette espèce. Des recherches récentes ont conduit à abandonner celles-ci.
- Pour Lilium pyrenaicum subsp. carniolicum (Bernh. ex W.D.J.Koch) V.A.Matthews, voir Lilium carniolicum Bernh. ex W.D.J.Koch
  - Pour Lilium pyrenaicum subsp. carniolicum  var. albanicum (Griseb.) V.A.Matthews voir Lilium carniolicum subsp. albanicum (Griseb.) Hayek
  - Pour Lilium pyrenaicum subsp. carniolicum  var. bosniacum (Beck) V.A.Matthews voir Lilium carniolicum subsp. bosniacum Beck.
  - Pour Lilium pyrenaicum subsp. carniolicum  var. jankae (A.Kerner) V.A.Matthews voir Lilium carniolicum subsp. jankae (A.Kern.) Hayek
- Pour Lilium pyrenaicum subsp. ponticum (K.Koch) V.A.Matthews, voir Lilium carniolicum subsp. ponticum (K.Koch) P.H.Davis & D.M.Hend.

### Note
Les sous-espèces albanicum, bosniacum et jankae sont actuellement souvent placées au rang de variétés de Lilium carniolicum.